# Dialecto de Hachijō
El dialecto de Hachijō (八丈方言 Hachijō-hōgen?) es una de las formas más divergentes del idioma japonés. Se habla particularmente al sur de las islas Izu, especialmente en Hachijō-jima y en Aogashima, así como en las islas Daitō de la prefectura de Okinawa, donde muchos habitantes de Hachijō-jima se trasladaron durante la era Meiji. Según el criterio de inteligibilidad mutua, puede ser considerado como una lengua japónica separada (八丈語 Hachijō-go?,  "idioma hachijō"). El 19 de febrero de 2009 la Unesco clasificó como un idioma amenazado.
El dialecto conserva muchas características del japonés oriental antiguo, similar al registrado en el Man'yōshū, escrito en el siglo VIII. Tiene similitudes léxicas con las variedades de Kyushu e incluso con las de Ryukyu; pero no está claro su origen.